# سازمان جوانان توده
سازمان جوانان توده شاخه جوانان حزب توده ایران است که در سال ۱۹۴۳ تأسیس شد. این سازمان وابسته به فدراسیون جهانی جوانان دموکرات است.
این سازمان نشریه هفتگی مردم برای جوانان و سپس روزنامه رزم را منتشر کرد.
سرپرست این سازمان رضا رادمنش، بود که بین سال‌های ۱۹۴۷ تا ۱۹۵۲ نادر شرمینی جایگزین او شد. این سازمان تحت رهبری نادر شرمینی، شعارهای رادیکال تری را اتخاذ کرد، در حالی که با جناح معتدل از حزب کنار می‌آمد، به جناح تندرو حزب به دلیل به‌اندازه کافی انقلابی نبودن، حمله می‌کرد.
در سال ۱۹۶۶ پس از اینکه این سازمان خود را مائوئیست اعلام کرد، شکافی در سازمان رخ داد و گروهی از اعضای میانه‌رو حزب را ترک کردند.

## سازمان جوانان کمونیست در ایران
در سالهاى قبل از تاجگذارى رضاشاه، حزب کمونیست ایران داراى سازمان جوانان بود که در سالهاى 1306 ـ 1307  فعالیت داشت. سازمان جوانان حزب کمونیست ایران عضو انترناسیونال کمونیستى جوانان بود.
در مهره ماه 1320 اولین جلسه هیئت مؤسسان حزب توده در منزل سلیمان محسن اسکندرى و با حضور 37 نفر از گروه «53 نفر» و على‌اف ( علی‌اف کاردار روس که به زبان فارسی هم مسلط بود و اوضاع و احوال اجتماعی و اعتقادی مردم ایران را خوب می‌شناخت ) تشکیل گردید.موضوع مذاکره در این جلسه تشکیل حزبى به نام حزب کمونیست بود که على‌اف با این نام مخالفت کرد و استدلال مى‌کرد که با توجه به شرایط و اوضاع و احوال ایران حزبى باید تأسیس نمود که معتدل و میانه‌رو باشد تا بتواند کلیه طبقات را در خود مجتمع کند، بدین لحاظ نام حزب کمونیست در شرایط فعلى براى ایران مناسب نیست. بالاخره پس از شور بسیار نظر على‌اف پذیرفته شد و نام حزب توده براى حزب جدیدالتأسیس انتخاب گردید و اصول اساسى و مرامنامه حزب تصویب گردید.
سازمان جوانان حزب توده ،ایران در فروردین سال 1322 بر اساس تصمیم رهبرى حزب توده ایران تشکیل شد.رهبرى سیاسى سازمان جوانان ابتدا عبدالحسین نوشین و سپس دکتر رضا رادمنش بود.15 بهمن 1327 در پى حادثه ترور نافرجام محمدرضا شاه  حزب توده غیرقانونى اعلام گردید و مرحله جدیدى از فعالیت آن آغاز شد.دکتر بهرامى( وی در سال 1334  توسط فرماندارى نظامى دستگیر و در زندان از گذشته خود ابراز تنفر کرد و آزاد شد)  رهبرى سیاسى این سازمان را به عهده گرفت و پس از فرار سران حزب توده از زندان قصر، دکتر حسین جودت براى مدت طولانى مسئول سازمان جوانان شد و سپس دکتر بهرامى مجددا این سمت را تا موقع دستگیرى دارا بود. به موجب اساسنامه، سازمان جوانان تشکیلاتى در جنب حزب توده بود و به منزله ذخیره حزب به شمار مى‌آمد. سازمان، جوانان تحت رهبرى حزب توده ایران را تربیت سیاسى داده و آنها را براى ورود به حزب آماده مى‌ساخت.

#### دانشجویان و دانش‌آموزان
حزب توده به دانشجویان به عنوان فعال ترین گروه اجتماعى در مسائل سیاسى توجه ویژه‌اى داشت، لذا به انتشار روزنامه بشر و سپس خورشید صلح براى دانشجویان دست زد و با بهره‌گیرى از نیروى دانشگاهى و اساتید توده‌اى، دانشگاه تهران را به یکى از مراکز اصلى فعالیت خود مبدل ساخت. از تجمع اتحادیه دانشجویى در 24 اردیبهشت 1329 «سازمان دانشجویان دانشگاه تهران» (توسو) تأسیس شد.«سازمان دانشجویان دانشگاه تهران» تحت رهبرى سازمان جوانان حزب توده قرار داشت سازمان جوانان در 21 شهریور 1330، سازمان دانش‌آموزان را ایجاد کرد که از آنها در جهت شرکت در تظاهرات خیابانى، شعار دادن، پخش اوراق تبلیغاتى و غیره استفاده مى‌کرد.

#### فعالیت های حزب توده در مدارس خراسان
حزب توده به دلیل شرایط خاص خراسان، ازجمله فضای مذهبی و نبود جنبش کارگری، نمی توانست به راحتی در عموم مردم نفوذ کند؛ به همین دلیل توجه خود را به دانش آموزان، معلمان و سیستم مدیریتیِ مدارس متمرکز کرد. فعالیت های حزب در سیستم آموزشیِ خراسان به سه دوره 1321 تا 1327، 1330 تا کودتای 28مرداد1332 و 28مرداد1332 تا 1335 تقسیم می شود. بدبینیِ عامه مردم به فعالیت های حزب و نظارت و مقابله سازمان های دولتی، محدودیت های جدی برای فعالیت اعضای حزب ایجاد می کرد. بسیاری از اعضا خود را کنار کشیدند و معدودی افراد سرسخت با انفصال ازخدمت و اخراج از مدرسه مجازات شدند. بعداز استقرار قوی دستگاه های امنیتی و تشکیل ساواک، تا سال 1335 حضور توده در مدارس خراسان محو شد.

#### سازمان‌های وابسته به حزب توده (1358ـ1361)
- سازمان‌های سیاسی وابسته به حزب توده، شامل «سازمان جوانان توده ایران» و «اتحاد دمکراتیک مردم ایران»، که دارای استقلال درونی نبوده و جزئی از اندام سازمانی حزب توده بودند. «سازمان جوانان» در عین آن که یک سازمان حزبی محسوب می‌شد یک سازمان توده‌ای نیز بود.

- سازمان‌های سیاسی هوادار حزب توده، شامل «سازمان فدائیان خلق (اکثریت)» و «حزب دمکرات کردستان ـ پیرو کنگره چهارم» که هر چند دارای استقلال نسبی از سازمان حزب توده بودند، ولی تحت نفوذ شدید سیاسی و گاه تشکیلاتی حزب قرار داشتند.

- سازمان‌های صنفی وابسته به حزب توده: این سازمان‌ها باید گروه شغلی خاصی را تحت پوشش قرار می‌دادند. از زمره این سازمان‌ها، «انجمن همبستگی اتحادیه‌ها و شوراهای کارگری» و «انجمن حقوقدانان دمکرات ایران» است.[۲۰]